# Polyscias farinosa
Polyscias farinosa är en araliaväxtart som först beskrevs av Alire Raffeneau-Delile, och fick sitt nu gällande namn av Hermann Harms. Polyscias farinosa ingår i släktet Polyscias och familjen Araliaceae. Inga underarter finns listade.